# АБА ол-стар меч 1976.
АБА ол стар утакмица 1976. била је девета и последња Ол-стар утакмица Америчке кошаркашке асоцијације (АБА), одиграна у Мекниколс спорт арени у Денверу, Колорадо, 27. јануара 1976. године. Овог пута, лига је напустила уобичајени формат „Исток против Запада” који је користио од сезону 1967/68. надаље и уместо тога првопласирани тим лиге на Ол стар паузи суочио се са тимом „АБА ол старс”. Промена је донета с обзиром да је лига смањена са десет на седам тимова и са две дивизије на само једну. На Ол-стар паузи, Денвер нагетси су били на првом месту, што је било згодно јер су Нагетси такође изабрани да буду домаћини утакмице у Мекниколс арени. Кевин Логери из Њујорк нетса је био тренер Ол-старса, док је Лари Браун водио Денвер нагетсе. Ово је била друга година за редом да су Логери и Браун водили тимове један против другог на АБА ол-стар утакмици. (Нагетси су завршили регуларну сезону на првом месту са 60 : 24 (.714), али након што су победили Кентаки колонелсе  у седам утакмица 4 : 3 у АБА полуфиналу, Нагетси су изгубили у АБА финалу 1976. од Њујорк нетса, у шест утакмица резултатом 4 : 2.)
Првобитно одабраних 12 Ол-старса су укључивале играче Нагетса Дејвида Томпсона, Бобија Џонса и Ралфа Симпсона. Тренери су их заменили у ол-стар тиму са Морисом Лукасом из Кентакија, Ларијем Кеноном из Сан Антонио спарса и Доном Бусом из Индијана пејсерса.
Забаву пре утакмице обезбедили су Глен Кембел и Чарли Рич.
На полувремену Ол стар утакмице одржано је прво такмичење у „слем закуцавањима”, које је победио Џулијус Ирвинг из Њујорк нетса (који је свој одскок направио са линије слободних бацања за једно од својих закуцавања) испред Томпсоном из Нагетса, Артисом Гилмором из Кентакија, и Џорџ Гервином и Лари Кеноном из Сан Антонија. Национална кошаркашка асоцијација је касније усвојила такмичење у закуцавању као део својих Ол-стар утакмица које су почеле 1984. годинеб(где су такође домаћини били Денвер нагетси). Денверова 52 поена у четвртој четвртини била су рекордна за АБА ол-стар утакмицу и заокружила повратничку победу од 144 : 138. Била је то утакмица са најбољим резултатом у историји АБА ол-стара. Томпсон је проглашен за МВП-а.
Ово је била последња АБА ол−стар утакмица, због спајања АБА и НБА у јуну 1976. године.
| Резултат по четвртинама: | 1  | 2  | 3  | 4  | Укупан резултат |
| Денвер нагетси           | 32 | 23 | 37 | 52 | 144             |
| Ол-старси                | 31 | 25 | 41 | 41 | 138             |

- Полувреме — Ол-стар, 56-55
- Трећа четвртина — Ол-стар, 97-92
- Званичници: Норм Дракер и Ед Мидлтон
- Гледалаца: 17.798

## Екипа Ол-старса
| Играч / Екипа            | Мин | ПР | Пок | 3ПР | 3ПП | СБР | СБП | Скок | Асис | Укр | Бло | ПФС | Поена |
| Брајан Тејлор, Њујорк    | 29  | 3  | 9   | 0   | 1   | 0   | 0   | 4    | 8    | 0   | 0   | 3   | 6     |
| Артис Гилмор, Кентаки    | 27  | 5  | 7   | 0   | 0   | 4   | 6   | 7    | 1    | 0   | 0   | 6   | 14    |
| Џулијус Ирвинг, Њујорк   | 25  | 9  | 12  | 0   | 1   | 5   | 7   | 7    | 5    | 0   | 0   | 4   | 23    |
| Џејмс Силас, Сан Антонио | 23  | 6  | 10  | 0   | 0   | 8   | 8   | 0    | 5    | 0   | 0   | 6   | 20    |
| Били Најт, Индијана      | 23  | 9  | 14  | 0   | 1   | 2   | 2   | 10   | 2    | 0   | 0   | 3   | 20    |
| Били Полц, Сан Антонио   | 20  | 4  | 6   | 0   | 0   | 2   | 2   | 2    | 1    | 0   | 0   | 1   | 10    |
| Лери Кенон, Сан Антонио  | 20  | 5  | 7   | 0   | 0   | 0   | 0   | 6    | 2    | 0   | 0   | 5   | 10    |
| Рон Бун, Сент Луис       | 16  | 5  | 11  | 0   | 0   | 0   | 0   | 3    | 2    | 0   | 0   | 1   | 10    |
| Џорџ Гервин, Сан Антонио | 16  | 3  | 13  | 1   | 2   | 1   | 2   | 6    | 1    | 0   | 0   | 1   | 8     |
| Морис Лукас, Кентаки     | 14  | 2  | 5   | 0   | 0   | 1   | 1   | 5    | 3    | 0   | 0   | 1   | 5     |
| Дон Бус, Индијана        | 14  | 2  | 5   | 1   | 2   | 0   | 0   | 1    | 3    | 0   | 0   | 0   | 5     |
| Марвин Барнс, Сент Луис  | 13  | 3  | 5   | 0   | 0   | 1   | 1   | 0    | 1    | 0   | 0   | 3   | 7     |
| Екипа укупно             | 240 | 56 | 104 | 2   | 7   | 24  | 29  | 51   | 34   | 0   | 0   | 34  | 138   |

## Екипа Денвера
| Играч / Екипа          | Мин | ПР | Пок | 3ПР | 3ПП | СБР | СБП | Скок | Асис | Укр | Бло | ПФС | Поена |
| Ралф Симпсон, Денвер   | 37  | 8  | 15  | 0   | 0   | 3   | 3   | 7    | 5    | 0   | 0   | 0   | 19    |
| Дејвид Томпсон, Денвер | 34  | 9  | 18  | 0   | 0   | 11  | 13  | 8    | 2    | 0   | 0   | 4   | 29    |
| Ден Ајсел, Денвер      | 31  | 6  | 16  | 0   | 0   | 7   | 9   | 9    | 5    | 0   | 0   | 3   | 19    |
| Боби Џонс, Денвер      | 29  | 8  | 12  | 0   | 0   | 8   | 11  | 10   | 3    | 0   | 0   | 2   | 24    |
| Клод Тери, Денвер      | 25  | 5  | 12  | 1   | 3   | 3   | 5   | 3    | 3    | 0   | 0   | 2   | 14    |
| Чак Вилијамс, Денвер   | 22  | 2  | 6   | 0   | 0   | 3   | 5   | 1    | 4    | 0   | 0   | 2   | 7     |
| Бајрон Бек, Денвер     | 20  | 6  | 11  | 0   | 0   | 2   | 2   | 4    | 0    | 0   | 0   | 3   | 14    |
| Гас Џерард, Денвер     | 17  | 5  | 14  | 0   | 0   | 2   | 2   | 9    | 1    | 0   | 0   | 5   | 12    |
| Монт Тов, Денвер       | 11  | 1  | 3   | 0   | 0   | 0   | 0   | 0    | 2    | 0   | 0   | 0   | 2     |
| Роџер Браун, Денвер    | 9   | 2  | 2   | 0   | 0   | 0   | 0   | 3    | 3    | 0   | 0   | 1   | 4     |
| Џими Фостер, Денвер    | 5   | 0  | 3   | 0   | 0   | 0   | 0   | 1    | 0    | 0   | 0   | 1   | 0     |
| Екипа укупно           | 240 | 52 | 112 | 1   | 3   | 39  | 50  | 55   | 28   | 0   | 0   | 23  | 144   |

Скраћенице у табели:
- Мин − минута, ОР − поена реализовао, Пок − покушаја, 3ПР − 3 поена реализовао, 3ПП − поена покушао, СБР − слободна бацања реализовао, СБП − слободна бацања покушао, Скок − скокова, Асис − асистенција, Укр − украдених лопти, Бло − блокада, ПФС − п, Пое − поена постигао

- Џулијус Ирвинг, трећи по броју постигнутих кошева (23)
- Били Најт, најбољи скакач (10)
- Ден Ајсел, трећи по броју скокова (9)
- Брајан Тејлор, најбољи по броју асистенција (8)
- Ралф Симпсон, други по броју асистенција (5)